# La Rosière (ballet)
Pour les articles homonymes, voir La Rosière.
La Rosière est un ballet d'Arthur Saint-Léon représenté pour la première fois à Lisbonne en 1854 et à Paris, au Théâtre Lyrique, le 13 octobre 1854.
Le ballet reprend le thème de la rosière, que Charles-Simon Favart avait déjà traité en 1769 dans son opéra-comique La Rosière de Salency.